# Девочки-лунатики
«Девочки-лунатики» — песня, написанная Алексеем Романоф и Александром Сахаровым. Спродюсированная Романоф, Сахаровым и Анной Плетнёвой, композиция была записана российской поп-группой «Винтаж», для их второго студийного альбома SEX (2009). Песня была выпущена, как четвёртый сингл с альбома 31 августа 2009 года.
Песня записана в жанре танцевальной поп-музыки, близкой по настроению к произведениям группы t.A.T.u.. Лирика песни затрагивает тему проституции, но, по словам участников группы, выражает метафорическое значение этого понятия. Алексей Романоф выделял, что песня имеет социальный подтекст и она «слишком честная для сегодняшнего дня».
Композиция получила различные отзывы от музыкальных критиков. Её хвалили как за социальную тематику, так и за интересный, метафоричный текст. В негативных отзывах «Девочки-лунатики» назывались слишком депрессивным и трагичным произведением. Критикам также не понравилось использование в песне противоречивой фразы «детство сдохло». «Девочки-лунатики» не повторили успех трёх предшествующих синглов группы, добравшись лишь до 14 места в общем радиочарте портала Tophit. Причиной неудачи композиции называли её неоднозначное содержание.

## Предыстория и релиз
Песня была написана Алексеем Романоф и Александром Сахаровым. 22 августа 2009 года, группа представила песню в своём официальном блоге на Mail.ru. Запись композиции прошла в начале осени. «После непродолжительного отпуска мы с новыми силами окунулись в работу и сегодня мы представляем вам наш новый сингл „Девочки-лунатики“! В сентябре состоятся съемки клипа на эту композицию», — писали участники коллектива. 31 августа состоялся релиз «Девочек-лунатиков» через систему Tophit. На сайте Myradio.ua отмечали, что ещё до официальной премьеры песня стала хитом в интернете. После релиза песня не получила такой же популярности на радио, какую сразу же получила «Ева». Участники группы говорили, что причиной этого стало то, что некоторые радиостанции, ввиду неоднозначного содержания песни, отказались ставить её в радиоротацию.
Александр Плющев в эфире «Эхо Москвы» спросил группу, почему композиция «пока не набрала такой популярности, как набрала практически мгновенно песня „Ева“». Алексей Романоф говорил на этот счёт:

…по поводу «Девочек-лунатиков», правду хоть говорить легко и приятно, её не всегда приятно слышать. И песня слишком честная для сегодняшнего дня. Она отражает полностью все то, что сегодня с нами со всеми происходит. Весь мир практически уже на панели оказался в связи со всеми этими глобальными изменениями и т. д. То есть мальчики взрослые заигрались у себя на биржах и весь мир взяли и окунули в чан, сами знаете с чем… Именно про это эта песня. Она гораздо глубже, чем многие её воспринимают. Но она глубже для меня лично, потому что там есть масса моих личных переживаний и т. д. Но я не хочу Вас в это все окунать.— Алексей Романоф

## Музыка и текст
«Девочки-лунатики» — это танцевальная поп-композиция, по настроению близкая к произведениям группы t.A.T.u.. Согласно нотным листам, изданным на Melodyforever.ru, песня записана в среднем темпе в 100 ударов в минуту, в размере такта в 4/4. Основная гармоническая последовательность композиции, записанной в тональности Си минор, состоит из аккордов: Bm — G — F#m — A — D — F#m. В песне рассказывается «о жестоких реалиях жизни „ночных бабочек“». Критики отмечали, что в тексте завуалировано множеством метафор и он описывает «тяжёлую жизнь в крупном городе». На сайте «МирМэджи» позитивно отзывались о параллелизме «…невесёлая, новосёлы мы…» и негативно описывали строчки «детство сдохло».
Список образов для «Девочек-лунатиков» безграничен, ведь мы живем в такое время, когда весь мир оказался на панели — кто-то духовно, кто-то физически. И часто в кривых зеркалах существующих реалий границы между «можно» и «нельзя» отражаются весьма условно. Но насколько далеко возможно выйти за пределы допустимого, каждый из нас решает сам.
Лирика песни затрагивает тему проституции. Анна Плетнёва говорила, что «продажная любовь существует столько же веков, сколько пишется история человечества. А упоминание о проститутках есть даже в Ветхом Завете. У каждого времени свой взгляд на эту тему…». Также участники группы добавили, что образ, используемый в работе является метафорическим. Понятие «проституция» в песне может выражаться в различных формах и не обязательно в физиологическом плане.
В альбом SEX композиция вошла, как часть общей концепции, описывая «продажную любовь». Однако, «Девочки-лунатики» имеют и социальный подтекст. В одном из интервью, Алексей Романоф говорил (в частности, об указанной песне), что «в этом альбоме была затронута социальная проблематика, которой обычно в российском шоу-бизнесе пренебрегают».

## Реакция критики

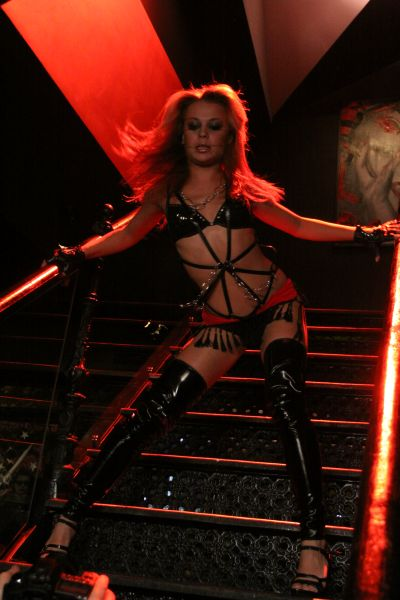
Светлана Иванова исполнила в клипе роль танцовщицы Гоу-гоу.

Песня получила различные отзывы от критиков. Андрей Житенёв в Muz.ru крайне позитивно отнёсся к композиции, написав, что «лучше о проституции по-русски ещё не спели» и отметив в песне «социальный надрыв». На сайте «МирМэджи» песня получила смешанные отзывы. Отмечалось, что смысл композиции выражен в социальной проблематике: «Песня о тяжёлой жизни в крупном городе, „где нету можно и нету нельзя“, „тут одна на всех история — территория, поле боя — я“. Я бы даже сказал что это социальная песня. В первом куплете мне особо понравился параллелизм „…невесёлая, новосёлы мы…“ — потрясающая игра слов!». При этом негативно описывалась строчка «детство сдохло» и в целом композиция была описана, как «трагическая и чересчур депрессивная».
Яков Золотов в Dreamiech.ru писал, что не увидел в песне социального подтекста и говорил: «Социальной такую тематику песни назвать трудно, да и не нужно притягивать смысловую нагрузку, лицемеря и выставляя трек в более благовидном свете. Но то, что „Девочки-лунатики“ — гимн сотен тысяч представительниц древнейшей профессии — очевидный факт». На сайте Myradio.ua песня была названа одной из интереснейших новинок августа 2009 года. «Слова, перекочёвывающие в рифмы с вкусно-социальным оттенком и подтекстом соответственно. Песня станет хитом, но не сразу. Пока наша публика раскусит смысл специально замаскированного, должно пройти время. Браво!», — посчитали в издании. Алексей Мажаев в Intermedia отмечал в песне запоминающийся мотив и схожесть с произведениями группы t.A.T.u.. В редакционном списке «Топ 100 композиций 2009» сайта Muz.ru песня заняла 25 строчку.

## Музыкальное видео
24 сентября 2009 года стало известно, что группа собирается снять видеоклип на песню. Автором сценария выступила Анна Плетнёва, а режиссёром — Алексей Дубровин. Оператором клипа стал Влад Опельянц. По сценарию Плетнёва играет в видео роль проститутки. Алексей Романоф предстал в образе бродяги, а Светлана Иванова исполнила роль танцовщицы Гоу-гоу. Съёмки клипа прошли в Москве, 29 сентября 2009 года. Анна Плетнёва рассказывала в интервью «Экспресс газете» почему решилась на такую роль в клипе: «Стать проституткой в новом клипе решила я сама. Хотела донести до людей суть всей проблемы современной проституции. Я не призываю никого идти на панель. Наоборот хотелось показать весь ужас данного ремесла», — говорила артистка.
По сюжету видео Анна Плетнёва, в образе проститутки приходит в ночной клуб в поисках очередного клиента. В итоге она знакомится с состоятельным мужчиной, который затаскивает её в туалет, где жестоко избивает. «Я настолько вжилась в роль, что реально расплакалась во время „избиения“. Лицо было забрызгано искусственной кровью, но мне все равно неприятно было смотреться в зеркало», — говорила впоследствии солистка группы. После этого она отправляется домой на трамвае. В этих сценах Плетнёва держит в руках куклу, которую везёт своей дочери. Также в трамвае появляется Алексей Романоф, который едет домой из клуба, где он смотрел выступление Светланы Ивановой, в образе танцовщицы. Для съёмок этих кадров был арендован вагон в трамвайном депо.

…съемки в трамвае получились самыми мелодраматичными. После избиения моя героиня покупает куклу, садиться в трамвай и едет домой к дочери. Когда потом пересматривали на мониторе, рыдали всей съемочной площадкой. Так что смотрите клип, и вы узнаете, встретилась ли я со своей киношной дочуркой или нет.— Анна Плетнёва

## Список композиций
- Радиосингл[6]

| №  | Название           | Автор(ы)                           | Длительность |
| -- | ------------------ | ---------------------------------- | ------------ |
| 1. | «Девочки-лунатики» | Александр Сахаров, Алексей Романоф | 4:11         |

## Участники записи
В создании и записи песни приняли участие следующие музыканты:
- Алексей Романоф — текст, саунд-продюсирование, вокал, бэк-вокал
- Александр Сахаров — музыка, текст, саунд-продюсирование, аранжировка, сведение, мастеринг
- Анна Плетнёва — саунд-продюсирование, вокал

## Чарты
| Страна/территория (Чарт)                      | Высшая Позиция |
| --------------------------------------------- | -------------- |
| СНГ (Tophit Общий Топ-100)                    | 14             |
| СНГ (Tophit Топ-100 по заявкам)               | 3              |
| Россия (Tophit Московский радиочарт)          | 32             |
| Россия (Tophit Санкт-Петербургский радиочарт) | 17             |

| Страна/территория (Чарт, 2009)                   | Высшая Позиция |
| ------------------------------------------------ | -------------- |
| СНГ (Tophit Общий Топ-200)                       | 132            |
| СНГ (Tophit Общий Топ-200. Русскоязычные синглы) | 65             |
| СНГ (Tophit Топ-200 по заявкам)                  | 68             |
| Россия (Tophit Московский Топ-200)               | 194            |